# Władysław Szostak
Władysław Józef Szostak (ur. 6 kwietnia 1943 w Krakowie, zm. 6 czerwca 2010) – polski prawnik i politolog, profesor nauk humanistycznych.

## Życiorys
W 1961 ukończył I Liceum Ogólnokształcące im. Bartłomieja Nowodworskiego w Krakowie. W latach 1961–1966 odbył studia prawnicze na Uniwersytecie Jagiellońskim. Na macierzystej uczelni doktoryzował się w 1974 roku, a później uzyskał stopień doktora habilitowanego (1986). Jego praca habilitacyjna dotyczyła roli systemów informacyjnych w procesach sterowania społeczeństwem socjalistycznym. Postanowieniem Prezydenta RP z 20 czerwca 2000 roku otrzymał tytuł naukowy profesora nauk humanistycznych.
W 1966 roku podjął pracę na Uniwersytecie Jagiellońskim. Z krakowską uczelnią związany był – najpierw jako asystent, a później adiunkt, docent i profesor – do 2001. Na UJ kierował Zakładem Metodologii i Teorii Polityki oraz był zastępcą Instytutu Nauk Politycznych. W 1998 roku został zatrudniony w Wyższej Szkole Pedagogicznej w Kielcach, przekształconej następnie w Akademię Świętokrzyską i Uniwersytet Humanistyczno-Przyrodniczy Jana Kochanowskiego. W latach 2002–2005 pełnił funkcję prorektora AŚ. Nadto był kierownikiem Zakładu Teorii Polityki. Zawodowo związany był również z Wyższą Szkołą Ekonomii i Prawa im. prof. Edwarda Lipińskiego w Kielcach (od 1998).
Specjalizował się w teorii państwa i prawa oraz w teorii polityki. Był członkiem Polskiego Towarzystwa Nauk Politycznych oraz Komisji Nauk Prawnych i Komisji Nauk Politycznych Polskiej Akademii Nauk. Odznaczony został Złotym Krzyżem Zasługi i Medalem Komisji Edukacji Narodowej. Pochowany na Cmentarzu Podgórskim w Krakowie (kwatera XI-3-7).

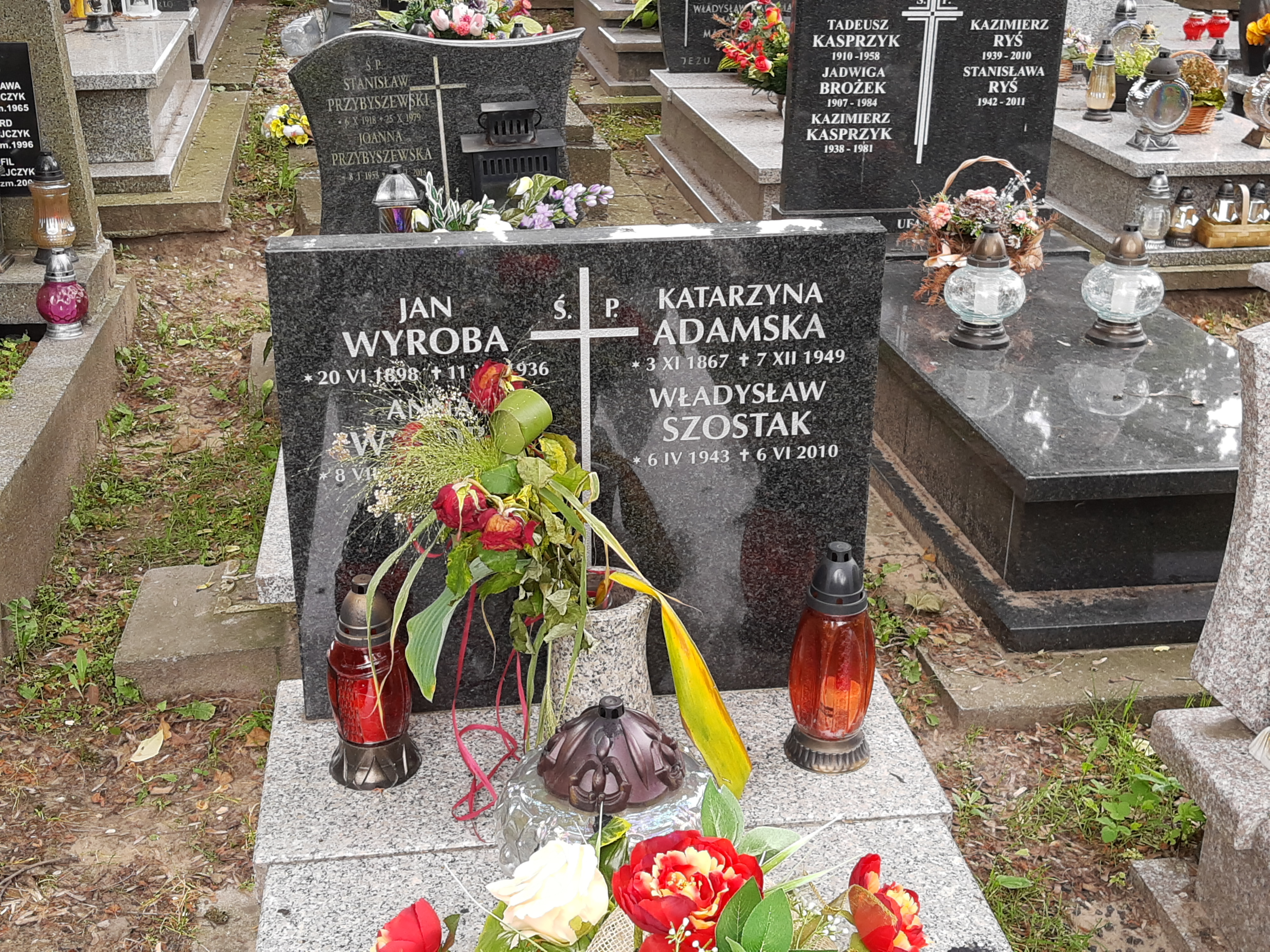
Grób prof. Władysława Szostaka na Nowym Cmentarzu Podgórskim

## Wybrane publikacje
- Cybernetyka społeczna, Kraków 1978
- Rola systemów informacyjnych w procesach sterowania społeczeństwem socjalistycznym. Analiza modelowa, Kraków 1984
- Współczesne teorie państwa, Kraków 1997
- Problem „ciężaru państwa”. Optymalizacja roli państwa liberalno-demokratycznego, Kraków 1998
- Zarys teorii polityki. Dla studentów nauk politycznych, Kielce 1999
- Systemy informacyjne w polityce, Kielce 2002
- Nauka o państwie dla studentów nauk politycznych, Kielce 2008
- Wstęp do nauki o prawie, wyd. 4 popr., Kielce 2008